# Biharczycy
Biharczycy (hindi: बिहारी, urdu: بِہاری trl. Bihārī) – lud pochodzenia indoeuropejskiego, zamieszkujący głównie stan Bihar w Indiach, a także częściowo Bhutan i Nepal – pas przygraniczny z Indiami.
Po podziale Indii w 1947 roku wielu Biharczyków muzułmanów wyjechało do Bangladeszu, niektórzy do Pakistanu.
W Bangladeszu mieszka 884 tys. Biharczyków. Biharczycy zamieszkują tam głównie wsie, zatrudniają się także w przemyśle farmaceutycznym i narzędziowym.

## Język
Posługują się językami i dialektami określanymi zbiorczo jako bihari, muzułmanie również językiem urdu.